# Абасов Мітат Теймур огли
Мітат Теймур огли Абасов (31 липня 1926, місто Баку, тепер Азербайджан — 23 квітня 2012, місто Баку,Азербайджан) — радянський і азербайджанський діяч, науковець, геолог, віцепрезидент Академії наук Азербайджанської РСР. Кандидат технічних наук (1953), доктор технічних наук (1962), професор (1965), член-кореспондент Академії наук Азербайджанської РСР (1968), академік Академії наук Азербайджанської РСР (1980), член-кореспондент Академії наук СРСР (1984). Член Міжнародної геоекологічної академії, член Міжнародної академії наук про природу та суспільство. Член Центральної контрольної комісії КПРС у 1990—1991 роках. Народний депутат СРСР (1989—1991).

## Життєпис
У 1943 році закінчив середню школу в місті Баку.
У 1943—1949 роках — студент нафтопромислового факультету Азербайджанського індустріального інституту. Член ВКП(б) з 1948 року.
Одночасно із навчанням у 1949 році працював майстром нафтового промислу тресту «Карадагнафта» об'єднання «Азнафта» в Баку. 
З 1949 року — аспірант, асистент кафедри Азербайджанського індустріального інституту імені Азізбекова. З травня 1951 року працював молодшим науковим співробітником Інституту геології. 
З 1953 до серпня 1958 року — молодший науковий співробітник, старший науковий співробітник, заступник начальника з наукової роботи, керівник лабораторії нафтової експедиції Академії наук Азербайджанської РСР. 
У серпні 1958 — 1960 року — начальник лабораторії Азербайджанського науково-дослідного інституту з видобутку нафти.
У 1960—1964 роках — керівник лабораторії, в 1964—1965 роках — заступник директора з наукової роботи Інституту розробки нафтових і газових родовищ Академії наук Азербайджанської РСР. У 1965—1971 роках — заступник директора з наукової роботи Інституту проблем глибинних нафтогазових родовищ Академії наук Азербайджанської РСР.
У 1971—2003 роках — директор Інституту проблем глибинних нафтогазових родовищ Академії наук Азербайджанської РСР (Азербайджану).
Одночасно у вересні 1976 — червні 1990 року — академік-секретар Відділення наук про Землю Академії наук Азербайджанської РСР.
У червні 1990 — червні 1997 року — віцепрезидент Академії наук Азербайджанської РСР (Азербайджану).
Одночасно в 1991 році був членом президентської ради Азербайджанської Республіки. З грудня 1991 по квітень 1992 року — державний секретар Азербайджанської Республіки.
З 2003 року працював як головний науковий співробітник Інституту геології Національної академії наук Азербайджану, був науковим керівником проблем розробки родовищ нафти і газу.
Головні напрями наукової діяльності: розробка родовищ нафти та газу; підземна гідрогазодинаміка. Під керівництвом Абасова створено нові технології у сфері підвищення нафтовіддачі пластів та збільшення продуктивності свердловин, розроблено економіко-математичні моделі оптимізації освоєння нафтогазових ресурсів. Був автором понад 600 наукових праць, у тому числі 16 монографій, 43 винаходів та 5 патентів.
Помер 23 квітня 2012 року в місті Баку.

## Нагороди та відзнаки
- орден Трудового Червоного Прапора
- медаль «За доблесну працю. В ознаменування 100-річчя з дня народження Володимира Ілліча Леніна» (1970)
- дві срібні медалі ВДНГ СРСР
- Премія імені академіка І. М. Губкіна
- Державна премія Азербайджанської РСР (1982)
- Почесна грамота Верховної Ради Азербайджанської РСР
- Заслужений діяч науки Азербайджану (1990)
- «Почесний нафтовик СРСР»
- «Почесний працівник газової промисловості СРСР»
- «Винахідник СРСР»